# ألفريد جيسلاسون

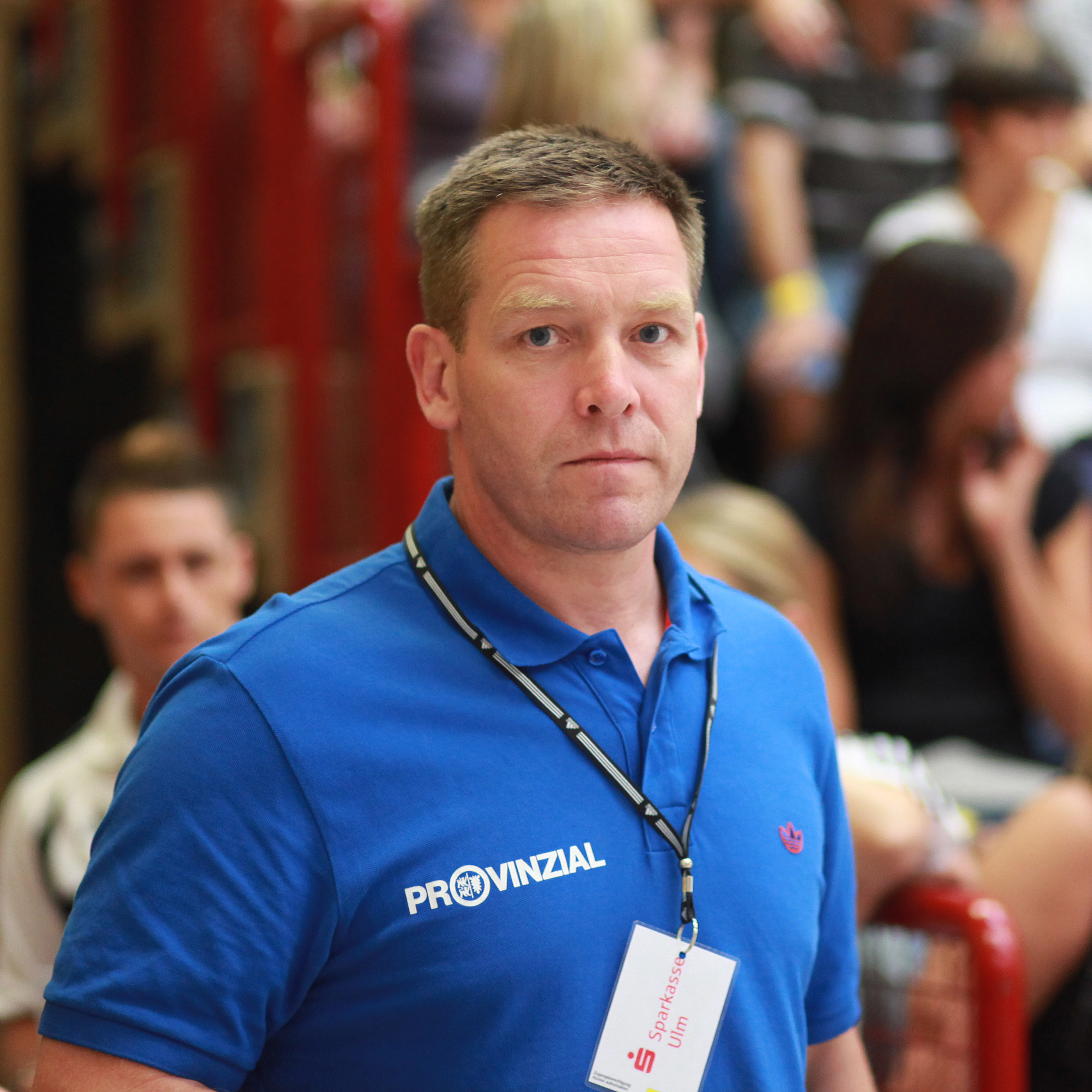
الفريد جيسلاسون

الفريد جيسلاسون (مواليد 7 سبتمبر 1959 في مدينة أكوريري،آيسلندا)، هو لاعب كرة يد سابق ومدرب منتخب آيسلندا لكرة اليد السابق، يدرب حالياً نادي كيل الألماني.

## روابط خارجية
- ألفريد جيسلاسون على موقع نادي كيل لكرة اليد (الألمانية)
- ألفريد جيسلاسون على موقع أوليمبيديا (الإنجليزية)